# American Public Television
American Public Television (APT) es una organización estadounidense sin fines de lucro, distribuidora de programas para estaciones de televisión pública en los Estados Unidos. Distribuye programas de televisión en todo el país para las estaciones afiliadas a PBS, así como para las cadenas de televisión Create y World Channel.

## Historia

### Eastern Educational Television Network
APT comenzó en 1961 cuando se constituyó como la Cadena de Televisión Educativa del Este (EEN). Al principio, EEN era una cooperativa regional que comenzó a intercambiar programas entre un par de estaciones. EEN fue uno de los primeros distribuidores de programas como The French Chef (con Julia Child) en 1963, Mister Rogers' Neighborhood, y Washington Week in Review a nivel nacional.
Otra novedad de EEN fue la distribución de Newsfront, el primer programa de noticias diario en vivo y no comercial de Estados Unidos, a partir de 1970. EEN presentó la Semana de Wall Street en noviembre de 1970, antes de que PBS comenzara a transmitirla por todo el país, en enero de 1972. EEN también comenzó a importar producciones de BBC y CBC a los Estados Unidos en 1974, con Flying Circus de Monty Python como una de aquellas producciones. En 1978, la EEN inició la Free Library (biblioteca gratuita de programas).
En 1980, Eastern Educational inició el servicio de distribución (Syndication Service), y pasó a llamarse Servicio de Programas Interregionales (IPS). IPS inició el Servicio Premium en 1989. La organización se convirtió en American Program Service (APS) en 1992.

### American Public Television
American Program Service pasó a llamarse American Public Television (APT; en español: Televisión pública estadounidense) en abril de 1999. Además, con muchas solicitudes de compras internacionales de sus programas, se creó una división internacional llamada APT Worldwide.
Con el despliegue digital, APT se convirtió en el distribuidor de un par de canales de multiplexados. En enero de 2006, APT comenzó a distribuir Create. Posteriormente comenzaron a distribuir World Channel, desde el 1 de julio de 2009.

## Servicios de programación

### Canales
APT también es propietaria de dos canales de televisión de transmisión digital junto con WGBH, WNET  y NETA:
- Creado en enero de 2006, Create ofrece una programación proveída por la biblioteca de APT.[2] La programación de Create incluye Lidia's Kitchen, P. Allen Smith's Garden Home, Bob Ross: The Joy of Painting, Chris Kimball's Milk Street Television, Simply Ming y America's Test Kitchen de Cook's Illustrated .
- World Channel, es un canal digital de 24 horas que muestra en televisión pública no ficción, ciencia, naturaleza, noticias, asuntos de interés público y documentales.